# パヴェル・コルチン
パヴェル・コルチン（Pavel Konstantinovich Kolchin、 ロシア語: Павел Константинович Колчин、1930年1月9日 - 2010年12月30日）はソビエト連邦ヤロスラヴリ出身のクロスカントリースキー選手。1950年代から1960年代にかけて活躍した。1954年に同じく元クロスカントリースキーオリンピック代表選手のアレフティナ・コルチナと結婚し、息子のフョードル・コルチンもノルディック複合でオリンピックに出場した。

## プロフィール
1953年にソビエト連邦選手権のリレー種目で初タイトルを獲得、銅選手権通算では13個のタイトルを獲得した。
1956年のコルティナダンペッツォオリンピックでオリンピック初出場、リレーで金メダルを獲得したほか、15kmと30kmで銅メダルを獲得、50kmで6位入賞した。
1958年ノルディックスキー世界選手権（フィンランド、ラハティ）では銀メダル3個（15 km、30 km、リレー）獲得、1960年スコーバレーオリンピックにも代表に選出されたが病気のため競技には出場できなかった。
1962年ノルディックスキー世界選手権（ポーランド、ザコパネ）、1964年インスブルックオリンピックでともにリレー銅メダル。
ホルメンコーレン大会では1958年に50kmと15kmで優勝、1963年には妻アレフティナとともに夫婦でホルメンコーレン・メダルを受章した（他にアストリド・サンビーク、トールビョルン・イゲセットも同時受章）。
現役引退後1968年から1972年までソ連クロスカントリースキーチームのコーチを務め、1973年からは妻アレフティナとともにエストニアのOtepää に移り住み、コーチとして後進を指導した。
2010年12月30日に亡くなった。80歳没。

## 脚註
1. ↑  В Эстонии скончался известный советский лыжник Павел Колчин  Vesti 2010-12-31